# Lacul Fundata
Lacul Fundata este o arie protejată specială ce corespunde categoriei a IV-a IUCN (rezervație naturală, tip avifaunistic), situată în județul Ialomița, pe teritoriul administrativ al comunei Gheorghe Doja.
Rezervația naturală are o suprafață de 510 ha, și reprezintă o zonă de protecție specială avifaunistică cu importanță pentru populațiile de păsări cuibăritoare (Ixobrychus minutus - stârc și Lanius minor - sfrâncioc) cât și pentru cele migratoare (Branta ruficollis - gâsca cu piept roșu, Anseriformes, ord - gâsca sălbatică, Philomachus pugnax - bătăușul, Grus grus - cocorul etc). 